# ミック・ファン・ブーレン
ミック・ファン・ブーレン（Mick van Buren、1992年8月24日 - ）は、オランダ・リッデルケルク出身のサッカー選手。KSクラコヴィア所属。ポジションはFW。

## クラブ経歴
SBVエクセルシオールでプロデビューを果たすと、2013年7月1日、エスビャウfBに移籍した。
2016年7月1日、SKスラヴィア・プラハと3年契約を結んだ。しかし、レギュラーを奪うことはできず、2020年1月31日、母国ADOデン・ハーグにレンタル移籍した。
2024年7月15日、KSクラコヴィアに2年契約で移籍した。

## 人物
ミックの父レオもSBVエクセルシオールでプレーしたサッカー選手で、祖父のテオ・ラセロームスも同じくサッカー選手である。